# Bufonia
Bufonia ist eine Pflanzengattung in der Unterfamilie der Alsinoideae innerhalb der Familie der Nelkengewächse (Caryophyllaceae).

## Beschreibung

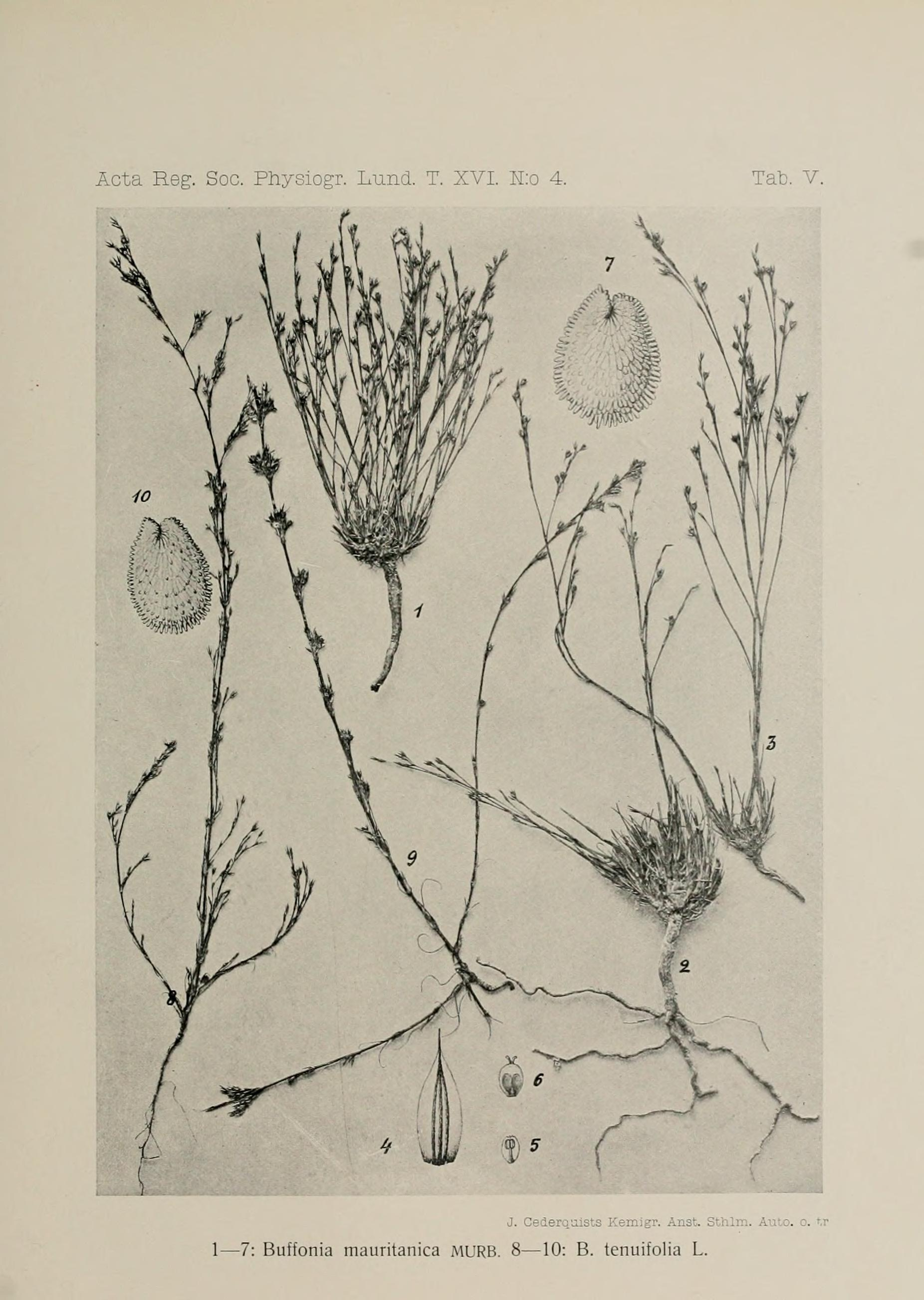
Illustration aus Contributions à la connaissance de la flore du nord-ouest de l'Afrique, Tafel V von Bufonia mauritanica und Bufonia tenuifolia

### Vegetative Merkmale
Die Bufonia-Arten sind einjährige oder ausdauernde, seltener zweijährige krautige Pflanzen. Die Stängel sind gewöhnlich am Grunde stark verzweigt, die blühenden Triebe sind aufrecht. Die gegenständig angeordneten Laubblätter sind linealisch-borstenförmig und dem Stängel angedrückt. An den blühenden Trieben sind sie kürzer als die Internodien.

### Generative Merkmale
Der rispenähnliche Blütenstand ist zymös. Die Blütenstiele sind kurz.
Die zwittrigen Blüten sind vierzählig und selbstbestäubend. Von den vier Kelchblättern sind die äußeren zwei kürzer als die inneren; sie sind lanzettlich mit einem häutigen Rand. Die vier Kronblätter sind so lang oder kürzer als die Kelchblätter und weiß. Es sind zwei bis acht Staubblätter vorhanden. Es sind zwei Griffel vorhanden.
Die von der Blütenhülle eingeschlossenen Kapselfrüchte springen mit zwei Zähnen auf. Die ein oder zwei Samen sind zusammengedrückt, eilänglich und warzig.

## Standorte
Alle in Europa vorkommenden Bufonia-Arten gedeihen auf trockenen, sandigen oder steinigen Böden.

## Systematik und Verbreitung
Die Erstveröffentlichung der Gattung Bufonia erfolgte 1753 durch Carl von Linné. Typusart ist Bufonia tenuifolia L. Der Gattungsname ehrt den französischen Naturforscher Georges-Louis Leclerc de Buffon (1707–1788).
Das Verbreitungsgebiet der Gattung Bufonia umfasst die Kanaren, den Mittelmeerraum und die Irano-Turanische Region ostwärts bis Afghanistan und Pakistan.
Die Gattung Bufonia enthält 20 bis 32 Arten. Hier eine Auswahl der Arten:
- Bufonia calyculata Boiss. & Balansa: Sie kommt in der Türkei vor.[4]
- Bufonia chevallieri Batt.: Sie kommt in Algerien vor.[4]
- Bufonia duvaljouvei Batt. & Trab.: Sie kommt in drei Unterarten in Algerien und Marokko vor.[4]
- Bufonia ephedrina Rech. f.: Sie kommt von Syrien bis Israel vor.[4]
- Bufonia euboica Phitos & Kamari: Sie kommt in Griechenland vor.[4]
- Bufonia macropetala Willk. (Syn.: Bufonia willkommiana Boiss.): Sie kommt in Portugal und Spanien vor.[4]
- Bufonia mauritanica Murb.: Die Heimat ist Marokko und Algerien.[4]
- Bufonia multiceps Decne.: Dieser Endemit kommt nur auf der Sinai-Halbinsel vor.[4]
- Bufonia murbeckii Emb.: Sie kommt nur in Marokko vor.[4]
- Bufonia oliveriana Ser.: Sie kommt von der Türkei und Armenien ostwärts bis Pakistan[8] vor.[4]
- Bufonia paniculata Dubois: Sie kommt auf den Kanaren, in Spanien, Frankreich, der Schweiz, Italien, Kroatien, Mazedonien, Bulgarien, Griechenland, auf Inseln der Ägäis und in Syrien vor.[4]
- Bufonia perennis Pourr.: Sie kommt nur im nordöstlichen Spanien und im südlichen Frankreich vor.[4]
- Bufonia stricta  (Sm.) Gürke: Sie kommt in zwei Unterarten im Gebirge in Griechenland und Kreta vor.[4]
- Bufonia strohlii Emb. & Maire: Sie kommt nur in Marokko vor.[4]
- Bufonia tenuifolia L.: Sie kommt in Marokko, Algerien, Tunesien, in Südeuropa von Spanien bis Griechenland, der Türkei, Armenien, Aserbaidschan, der Ukraine und Moldawien vor.[4]
- Bufonia virgata Boiss.: Sie kommt in der Türkei, in Israel und Jordanien vor.[4]